# Мудаярв
Мудаярв (ест. Mudajärv) — озеро в Естонії, що розташоване на острові Сааремаа, у волості Кіхельконна.